# Operación Compass
La Operación Compass fue la respuesta británica al ataque contra Egipto que había lanzado la Italia de Benito Mussolini en septiembre de 1940. La retirada italiana se convirtió en desastre al ser atrapado casi la totalidad del 10.º Ejército Italiano por un enemigo menor en número.

## Antecedentes
El 13 de septiembre de 1940, el mariscal italiano Rodolfo Graziani al mando del 10° Ejército Italiano de casi 250 000 hombres ordenó el ataque desde Libia (Cirenaica) contra Egipto, en aquel entonces una colonia británica. Numéricamente, la superioridad italiana era arrolladora, ya que las fuerzas que defendían Egipto no pasaban de 36 mil hombres (los treinta mil de Wavell). En efecto, inicialmente la ofensiva italiana hizo retroceder a los británicos unos 100 km dentro de Egipto. Sin embargo Graziani ordenó detener el avance y se fortaleció en Sidi Barrani, ya que los tanques italianos eran muy inferiores a los británicos y el desierto abierto era el perfecto campo de combate para estos. Graziani decidió esperar a la llegada de suministros y creó varios campamentos defensivos a lo largo de la línea defensiva de Sidi Barrani.

## Desarrollo
El 9 de diciembre la 4.ª División India y la 7.ª División Acorazada británica al mando del general en jefe británico Archibald Wavell y el general de operaciones Richard O'Connor emprendieron un ataque entre dos campamentos italianos, que estaban demasiado separados para apoyarse entre sí. Los británicos acometieron al desprevenido enemigo por la retaguardia y desataron una retirada completamente desorganizada. Entre Sollum y Sidi Barrani, los británicos capturaron unos cuarenta mil soldados.
El 5 de enero de 1941 llegó la 6.ª División Australiana, que relevó a la 4.ª División India, que había sido enviada a participar en la Campaña del Este de África. Este refuerzo permitió al general O'Connor proseguir la persecución de los italianos. Los australianos se apoderaron del importante puerto de Tobruk el 8 de enero e hicieron veinticinco mil prisioneros. Luego se hicieron también con el Paso de Halfaya y el Fuerte Capuzzo.
Temerosos de enfrentarse a los blindados británicos en el desierto, los italianos se retiraban siguiendo el camino de la costa, la vía Balbia, y marchaban por la estrecha franja costera situada entre el mar Mediterráneo, al norte, y las Montañas Verdes, al sur. O'Connor se percató de que, si lograba enviar a la 7.ª División Acorazada a Bengasi, atraparía al 10.º Ejército italiano. En una maniobra arriesgada, los australianos persiguieron a los italianos por la costa, mientras que los tanques británicos se apresuraban a cerrar el cerco avanzando por el desierto que se extiende al sur de las montañas.
El ejército italiano logró pasar de Bengasi, pero no evitar quedar atrapado. El 7 de febrero la 7.ª División Acorazada, a la que desde en adelante se conoció como las «Ratas del Desierto», completó el cerco en Beda Fomm, precipitando con ello la derrota del desafortunado ejército italiano.

## Resultados
En total los italianos sufrieron la captura de 115.000 soldados, así como la destrucción de 400 tanques y 1.292 piezas de artillería, además el general Pietro Maletti murió en los primeros días de la ofensiva británica. Por su parte, los británicos consiguieron avanzar 800 km en 10 semanas y murieron 500 hombres, mientras que 1.225 fueron heridos.
El General O'Connor llegó hasta El Agheila, pero tuvo que detener su avance por órdenes del primer ministro británico Winston Churchill, ya que la Campaña de los Balcanes acababa de empezar y necesitaba enviar tropas al Reino de Grecia. Inmediatamente, Hitler ordenaría la ejecución de la Operación Sonnenblume y el curso de la guerra en África daría un vuelco a favor del Eje con la llegada del Afrika Korps y su general Erwin Rommel.